# Opernredoute

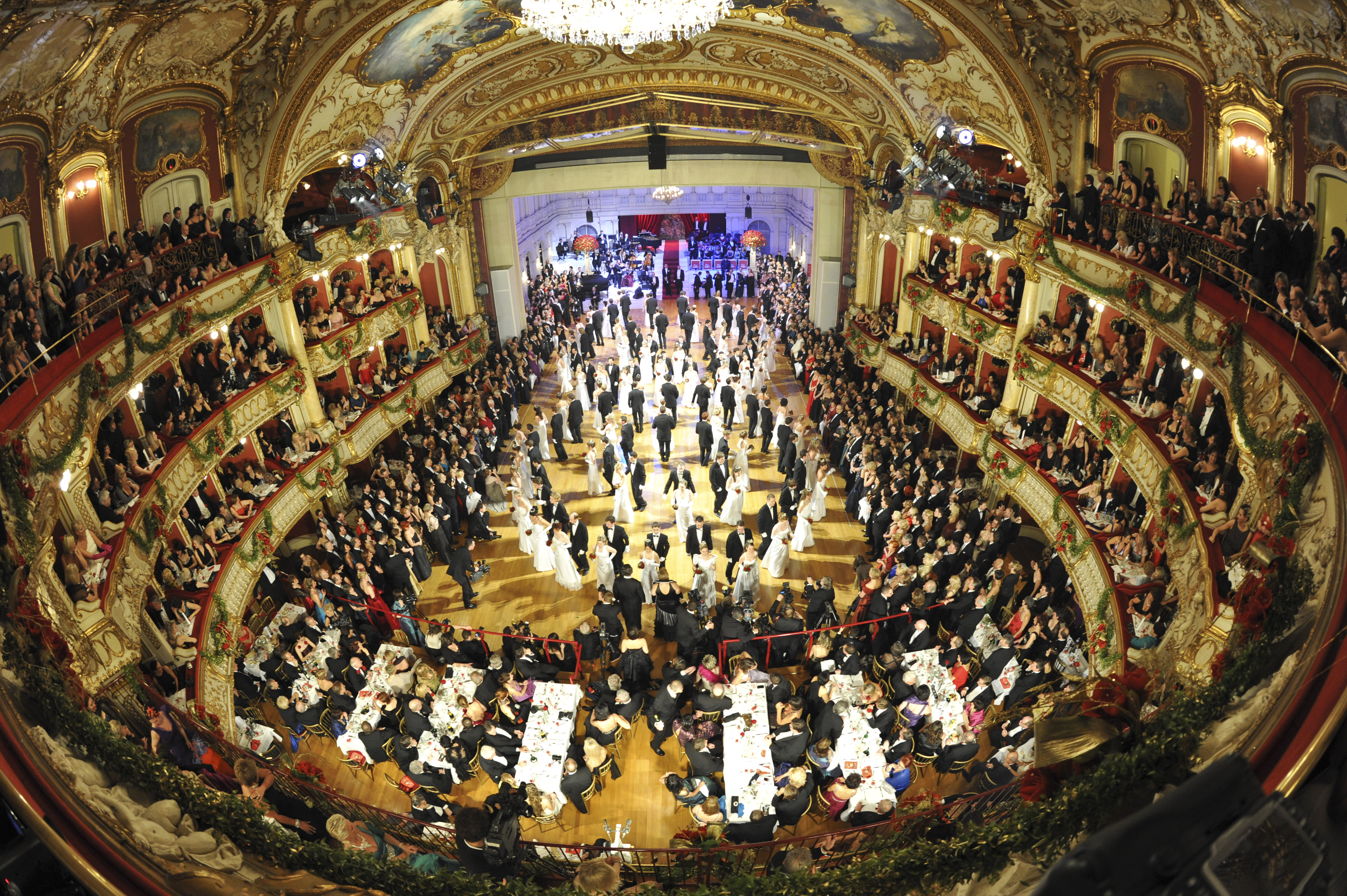
Blick in den Ballsaal während der Eröffnungszeremonie der Opernredoute.

Die Grazer Opernredoute ist ein Ball und findet im Opernhaus Graz statt, üblicherweise am letzten Samstag im Jänner.

## Bedeutung
Die Besucher der Opernredoute sind maximal 2500 Personen. Als Zielgruppe gelten Spitzenvertreter aus Kultur, Wirtschaft, Politik und Gesellschaft aus ganz Österreich. Die Opernredoute generiert einen wichtigen Werbeeffekt für den Tourismus der Stadt Graz, etwa durch die gesamte Wertschöpfung rund um den Ball.

## Geschichte
Die Opernredoute fand zum ersten Mal am 9. Jänner 1999 statt. In diesem Jahr feierte das Opernhaus Graz sein 100-jähriges Jubiläum und die 1. Opernredoute, als große Ballveranstaltung, war einer der Hauptbestandteile zahlreicher weiterer Veranstaltungen zu diesem Anlass. Verantwortlich für die Organisation der ersten Opernredoute war Andrea Skoff. In der Folge entschied der damalige Intendant des Opernhaus Graz, Gerhard Brunner, die begonnene Ära der Balltradition alljährlich fortzuführen. Zwischen 2000 und 2015 waren Bernd Pürcher und Michael Tomec die verantwortlichen Organisatoren. Seit 2016 zeichnet Bernd Pürcher als Organisator, gemeinsam mit Intendantin Nora Schmid für die Opernredoute verantwortlich.
Die Opernredouten 2021 und 2022 wurden aufgrund der COVID-19-Pandemie abgesagt. Nach einem Entfall 2023 aus finanziellen Gründen fand sie am 27. Jänner 2024 unter dem Motto „Barock the Opera“ wieder statt.

## Organisation
Ab Mittwoch nachts, nach der letzten Opernvorstellung vor der Opernredoute, beginnen die umfangreichen Aufbauarbeiten. Als wesentlichste Maßnahmen gelten die Umbauarbeiten im Zuschauerraum und auf der Bühne. Im Zuschauerraum der Oper wird die Reihenbestuhlung entfernt und ein System für einen Parkettboden mit einer Gesamtfläche von rund 700 m², der Bühne und Zuschauerraum zu einer Einheit verbindet, wird eingebaut. Parallel dazu werden alle Foyers der Oper und zahlreiche umliegende Probenräume und andere Backstage Bereiche dekoriert. Rund 10.000 Blüten werden für den Blumenschmuck verwendet.
Alle 46 Logen des Hauses im Parterre, Balkon und Rang werden umgebaut und mit speziellen Tischen ausgestattet. Küchen und Garderoben werden in den Außenbereich der Oper in Zelte ausgelagert. Drei zusätzliche Stromaggregate werden ebenfalls im Außenbereich installiert. Im Vorfeld sind etwa 150 Personen mit dem Aufbau beschäftigt und während der Opernredoute selbst arbeiten rund 350 Personen. Am Vormittag der Veranstaltung finden eine Generalprobe sowie eine behördliche Begehung aller Räumlichkeiten statt.

## Ablauf
Die neobarocke Architektur des Opernhaus Graz verleiht der Opernredoute einen eindrucksvollen Rahmen. Der Zuschauerraum wird dadurch als Ballsaal zum Zentrum der Veranstaltung. Um 21.30 findet hier die große Eröffnungszeremonie statt. Einerseits werden abwechselnd die wichtigsten Künstler des Hauses präsentiert, wie etwa unterschiedliche Solisten, Ballett, Ballettschule usw. Andererseits bestreiten die 64 Paare des Eröffnungskomitees eine stets sehr eindrucksvolle Eröffnungspolonaise. Verantwortlich für deren Choreografie sind abwechselnd drei Zweierteams steirischer Tanzlehrer.
Zu Mitternacht wird jedes Jahr eine spezielle Show aufgeführt – das Mitternachtshighlight. Im Anschluss daran finden zwei Publikumsquadrillen statt, die von den Polonaise Choreografen moderiert werden. Zahlreiche Nebenräumlichkeiten des Opernhaus Graz sind ebenfalls Teil der Opernredoute und unterschiedlich thematisch dekoriert und musikalisch bespielt.